# 10 лет Октября (Казань)
10 лет Октября (Десять лет Октября, Коммуна, тат. Октябрьнең 10-еллыгы, Oktäberneñ 10-yıllığı) — посёлок в Приволжском районе Казани.

## Расположение
Посёлок расположен на юге Казани, чуть восточнее Старого Победилово; на 0,5 км севернее находятся Отары, южнее — дачи.

## История
Возник не позднее 1930-х годов.
С 1930-х годов административно относился к Казанскому (до 1938 года), Столбищенскому (1938–1959), Лаишевскому (1959–1963), Пестречинскому укрупнённому (1963–1965) и вновь Лаишевскому (1965) районам Татарской АССР; на низшем административном уровне входил в состав Большеотарского (до 1961 года) и Песчано-Ковалинского (1961–1965) сельсоветов.
Во второй половине 1950-х годов в непосредственную близость к посёлку из зоны затопления Куйбышевского водохранилища была перенесена деревня Старое Победилово, к которой он и был присоединён в 1965 году.

## Улицы
- 10 лет Октября (тат. Октәбернең 10-еллыгы урамы, Oktäberneñ 10-yıllığı uramı). Начинаясь от пересечения с Садовой улицей у остановки «Коммуна», заканчивается на южной окраине посёлка.
- Дачная (тат. Дачы урамы, Daçı uramı). Начинаясь от пересечения с Садовой улицей у остановки «Коммуна», заканчивается на южной окраине посёлка.
- Молодёжная (тат. Яшьләр урамы, Yäşlär uramı). Начинаясь от безымянного проезда, заканчивается у СНТ «Победа».
- Поперечно-Молодёжная (тат. Аркылы Яшьләр урамы, Arqılı Yäşlär uramı). Начинаясь от безымянного проезда недалеко от улицы 10 лет Октября, проходит вдоль северной окраины посёлка.
- Приозёрная (тат. Күл яны урамы, Kül yanı uramı). Начинаясь от безымянного проезда, заканчивается у СНТ «Победа».

## Транспорт
Ближайшая остановка общественного транспорта — «Коммуна» (между посёлками 10 лет Октября и Старое Победилово), на которой останавливается автобус № 31.

## Разное
- Во второй четверти XX века в посёлке работал колхоз «10 лет Октября».[7]